# Polscy absolwenci francuskich wyższych szkół wojskowych
Polscy absolwenci francuskich wyższych szkół wojskowych – oficerowie Wojska Polskiego, którzy w latach 1921-1939 ukończyli studia we francuskich wyższych szkołach wojskowych, w tym w Wyższej Szkole Wojennej (franc. École Supérieure de Guerre) i Morskiej Szkole Wojennej (franc. École de Guerre Navale) w Paryżu.
19 lutego 1921 roku w Paryżu podpisany został polsko-francuski układ polityczny i konwencja wojskowa. Artykuł VII pkt b stanowił, że Polska „przydzielać będzie do szkół i oddziałów wojskowych armii francuskiej w celu odbycia cyklu wyszkolenia pewną ilość oficerów, według ustalenia między Sztabami Generalnymi”.
W latach 1920–1939 École Supérieure de Guerre ukończyło 53 oficerów WP. Kolejnych 10 oficerów MW ukończyło studia w École de Guerre Navale. W tym samym czasie, Wyższą Szkołę Wojenną w Warszawie opuściło 937 absolwentów. Ogółem 1000 oficerów WP uzyskało tytuły naukowe oficerów dyplomowanych (do 1928 – „oficerów Sztabu Generalnego”). Z powyższego zestawienia wynika, że słuchacze ÉSdeG i ÉdeGN stanowili tylko 6,3% wszystkich oficerów dyplomowanych.
Według stanu z 1 maja 1939 roku w Wojsku Polskim było 18.668 oficerów, z czego – 903 dyplomowanych (4,84%).

## Absolwenci ÉSdeG w latach 1919-1934
| Lp. | stopień       | imię i nazwisko absolwenta          | lata nauki | stanowisko we wrześniu 1939 roku                         | uwagi                      | uwagi                              |
| --- | ------------- | ----------------------------------- | ---------- | -------------------------------------------------------- | -------------------------- | ---------------------------------- |
| 1   | płk           | Józef Zając                         | 1919-1920  | naczelny dowódca lotnictwa i OPL                         | generał dywizji            |                                    |
| 2   | ppłk piech.   | Franciszek Wład                     | 1919-1921  | dowódca dywizji piechoty                                 | generał brygady            |                                    |
| 3   | ppłk piech.   | Tadeusz Kasprzycki                  | 1919-1921  | minister spraw wojskowych                                | generał dywizji            |                                    |
| 4   | mjr piech.    | Jan Jagmin-Sadowsk                  | 1919-1921  | dowódca grupy operacyjnej                                | generał brygady            |                                    |
| 5   | ppłk piech.   | Władysław Bortnowski                | 1920-1922  | dowódca armii                                            | generał dywizji            |                                    |
| 6   | ppłk kaw.     | Juliusz Kleeberg                    | 1920-1922  | zastępca dowódcy okręgu korpusu                          | generał brygady            |                                    |
| 7   | mjr piech.    | Józef Jaklicz                       | 1920-1922  | zastępca szefa Sztabu Naczelnego Wodza                   | generał brygady            |                                    |
| 8   | mjr piech.    | Eugeniusz Pieczonka                 | 1920-1922  | -                                                        | podpułkownik               | od 31 XII 1927 w stanie spoczynku  |
| 9   | rtm.          | Tadeusz Kobylański                  | 1920-1922  | -                                                        | podpułkownik               | służba dyplomatyczna               |
| 10  | kpt. piech.   | Stefan Uziembło                     | 1920-1922  | -                                                        | kapitan                    | skreślony z listy oficerów WP      |
| 11  | kpt. art.     | Roman Michałowski                   | 1920-1922  | -                                                        | podpułkownik               | służba dyplomatyczna               |
| 12  | rtm.          | Janusz Iliński                      | 1920-1922  | oficer sztabu Misji Wojskowej gen. Norwid-Neugebauera    | podpułkownik               | od 30 XI 1931 w rezerwie           |
| 13  | płk piech.    | Michał Żymierski                    | 1921-1923  | -                                                        | marszałek Polski           | skreślony z listy oficerów WP      |
| 14  | ppłk kaw.     | Władysław Anders                    | 1921-1923  | dowódca brygady kawalerii                                | generał broni              |                                    |
| 15  | ppłk piech.   | Jerzy Ferek-Błeszyński              | 1921-1923  | -                                                        | tytularny generał brygady  | od 31 I 1939 w stanie spoczynku    |
| 16  | ppłk piech.   | Wacław Stachiewicz                  | 1921-1923  | szef Sztabu Naczelnego Wodza                             | generał dywizji            |                                    |
| 17  | ppłk piech.   | Wacław Piekarski                    | 1922-1924  | dowódca dywizji piechoty                                 | generał brygady            |                                    |
| 18  | ppłk art.     | Fryderyk Douglas                    | 1922-1924  | -                                                        | podpułkownik               | zm. 26 III 1928 Poznań             |
| 19  | płk art.      | Edmund Knoll-Kownacki               | 1922-1924  | dowódca grupy operacyjnej                                | generał brygady            |                                    |
| 20  | ppłk art.     | Stanisław Maksymilian Markus        | 1922-1924  | -                                                        | pułkownik                  | od 29 II 1932 w stanie spoczynku   |
| 21  | mjr art.      | Jerzy Łunkiewicz                    | 1922-1924  | zastępca szefa departamentu                              | pułkownik                  |                                    |
| 22  | rtm.          | Julian Moszyński                    | 1922-1924  | -                                                        | rotmistrz                  |                                    |
| 23  | płk piech.    | Wacław Wieczorkiewicz               | 1923-1925  | dowódca okręgu korpusu                                   | generał brygady            |                                    |
| 24  | ppłk kaw.     | Jan Władysław Rozwadowski           | 1923-1925  | -                                                        | pułkownik                  | od 31 III 1933 w stanie spoczynku  |
| 25  | mjr art.      | Marian Korewo                       | 1923-1925  | zastępca szefa sztabu naczelnego dowódcy lotnictwa i OPL | generał brygady            |                                    |
| 26  | ppłk sap.     | Tadeusz Zieleniewski                | 1923-1924  | dowódca dywizji piechoty                                 | pułkownik                  |                                    |
| 27  | mjr obs.      | Zbigniew Prażmowski                 | 1923-1924  | -                                                        | podpułkownik obserwator    | służba zagraniczna                 |
| 28  | płk art.      | Franciszek Kleeberg                 | 1924-1925  | dowódca okręgu korpusu i samodzielnej grupy operacyjnej  | generał dywizji            |                                    |
| 29  | ppłk piech.   | Otton Matuszek                      | 1924-1926  | -                                                        | podpułkownik               |                                    |
| 30  | mjr kaw.      | Ludwik Schweizer                    | 1924-1926  | dowódca pułku kawalerii                                  | pułkownik                  |                                    |
| 31  | mjr art.      | Czesław Kunert                      | 1924-1926  | -                                                        | podpułkownik uzbrojenia    | od 31 VIII 1935 w stanie spoczynku |
| 32  | mjr piech.    | Jan III Kowalewski                  | 1925-1927  | I oficer sztabowy do zleceń ministra spraw wojskowych    | podpułkownik               |                                    |
| 33  | mjr sap.      | Jerzy Piotr Levittoux               | 1925-1927  | attaché wojskowy                                         | pułkownik broni pancernych |                                    |
| 34  | mjr kaw.      | Zygmunt Wołowski                    | 1925-1927  | -                                                        | major                      |                                    |
| 35  | mjr sap.      | Mieczysław Józef Wilczewski         | 1926-1928  | szef sztabu grupy operacyjnej                            | podpułkownik saperów       |                                    |
| 36  | rtm.          | Eugeniusz II Chrzanowski            | 1926-1928  |                                                          | podpułkownik kawalerii     |                                    |
| 37  | kpt. art.     | Stanisław I Królikiewicz            | 1926-1928  | w marcu 1939 roku dowódca 20 dac                         | podpułkownik artylerii     |                                    |
| 38  | mjr lek.      | Franciszek Waga.                    | 1926       | -                                                        | podpułkownik lekarz        |                                    |
| 39  | mjr kaw.      | Stanisław I Chmielowski             | 1927-1929  | oficer sztabu Misji Wojskowej gen. Burchardt-Bukackiego  | major kawalerii            | od 30 XI 1933 w stanie spoczynku   |
| 40  | mjr art. inż. | Stanisław Kopański                  | 1927-1929  | szef Oddziału III Sztabu Naczelnego Wodza                | generał dywizji            |                                    |
| 41  | rtm.          | Stefan Mossor                       | 1928-1930  | dowódca pułku kawalerii                                  | generał dywizji            |                                    |
| 42  | kpt.          | Gustaw Łowczowski                   | 1928-1930  | attaché wojskowy                                         | generał brygady            |                                    |
| 43  | mjr piech.    | Ludwik Strugała                     | 1929-1931  | -                                                        | podpułkownik piechoty      | zm. 4 VIII 1935 Niedźwiedź         |
| 44  | kpt. piech.   | Stanisław Wrona                     | 1929-1931  | -                                                        | kapitan                    | od 30 VI 1934 w rezerwie           |
| 45  | ppłk art.     | Stanisław Tatar                     | 1930-1932  | dowódca artylerii dywizyjnej                             | generał brygady            |                                    |
| 46  | mjr art.      | Bronisław Antoni Marian Noël        | 1930-1932  | szef oddziału sztabu armii                               | generał brygady            |                                    |
| 47  | rtm.          | Zygmunt Mieszczankowski             | 1931-1933  | kwatermistrz grupy operacyjnej kawalerii                 | podpułkownik               |                                    |
| 48  | kpt. art.     | Jan Bronisław Idzi Jerzy Axentowicz | 1931-1933  | szef sztabu dywizji piechoty                             | podpułkownik               |                                    |
| 49  | kpt. piech.   | Marian Stanisław Józef Zimnal       | 1932-1934  | pomocnik attaché wojskowego                              | pułkownik piechoty         |                                    |
| 50  | rtm.          | Józef Makowiecki                    | 1932-1934  | oficer sztabu armii                                      | major kawalerii            | poległ 6 IX 1939 pod Brzezinami    |

1. kpt. art. Ignacy Bukowski (1933-1935)[9]
2. kpt. art. Leon Fudakowski (1933-1935)
3. rtm. Jerzy Falkowski (1934-1936)
4. rtm. Stanisław Maleszewski (1934-1936)
5. kpt. piech. Franciszek Herman (1935-1937)
6. por. kaw. Witold Sokolnicki[10] (1935-1937)
7. kpt. art. Juliusz Szostak (1936-1938)
8. kpt. lot. Bohdan Kleczyński (1936-1938)
9. mjr piech. Władysław Bydliński (1937-1939)
10. mjr piech. Jan Alojzy Rudnicki (1937-1939)
11. kpt. art. Adam Ziętkowski (1938-1940)
12. kpt. piech. Józef Kołodziejski (1938-1940)

## Słuchacze kursu wojennego w ÉSdeG w 1940 roku
W połowie marca 1940 na wojenny kurs w ÉSdeG powołani zostali niżej wymienieni oficerowie:
1. mjr dypl. kaw. Zbigniew Dudziński ze Sztabu NW
2. kpt. dypl. piech. Wincenty Ściegienny z M.S.Wojsk.
3. kpt. dypl. art. Stanisław Koszutski z Komendy Obozu Coëtquidan
4. kpt. dypl. art. Marian Utnik ze Sztabu 1 Dywizji Grenadierów
5. kpt. dypl. art. Tadeusz Kolasiński z Biura gen. Sosnkowskiego (Komenda Główna ZWZ)
6. kpt. piech. Józef Władyka
7. por. kaw. Zbigniew Kiedacz
8. por. sap. Adam Stanisław Szczepański

Trzej ostatni byli słuchaczami I rocznika W.S.Woj. (kurs normalny 1939–1940, promocja XIX). Opiekunem grupy był ppłk dypl. Andrzej Marecki. Według Mariana Utnika był to trzymiesięczny kurs dla oficerów francuskich, szkolonych na pomocników sztabowych w dowództwach dywizji i korpusów. Słuchacze brali udział we wszystkich ćwiczeniach razem z oficerami francuskimi, lecz ich prace były oceniane oddzielnie przez wykładowców francuskich i ppłk. dypl. Mareckiego. Kurs został przerwany w dniu 15 maja tego roku. W ciągu dwóch miesięcy słuchacze zapoznali się z oficjalną doktryną francuską wojny pozycyjnej i tzw. colmatage, co zostało przetłumaczone przez polskich oficerów, jako „zatykanie dziur”.

## Absolwenci ÉdeGN
1. kmdr por. Eugeniusz Solski
2. kmdr por. Stefan Frankowski ze Sztabu Kierownictwa Marynarki Wojennej (X 1923 – IX 1925, kontradmirał[11])
3. kmdr ppor. / kmdr por.[12] Adam Mohuczy, komendant Oficerskiej Szkoły MW (15 XI 1924 – 28 VIII 1926, kontradmirał)
4. kpt. mar. Rafał Czeczot (1925-1927)
5. kpt. mar. Jerzy Kłossowski ze Sztabu Kierownictwa Marynarki Wojennej (1925-1927)
6. kpt. mar. Roman Stankiewicz (1926-1928)
7. kpt. mar. Tadeusz Stoklasa (1926-1928)
8. kmdr ppor. Marian Jerzy Majewski (1931-1932[13])
9. kpt. mar. Romuald Dziewałtowski-Gintowt (1931-1932)
10. kpt. mar. Stanisław Dzienisiewicz (1931-1932)

W wyniku niezrozumiałej polityki personalnej prowadzonej przez szefa Kierownictwa MW, kontradmirała Jerzego Świrskiego ze służby czynnej zwolniono trzech absolwentów ÉdeGN:
- Adam Mohuczy 24 października 1929 przeniesiony w stan nieczynny, 20 września 1930 przeniesiony do rezerwy i ostatecznie z dniem 28 lutego 1931 przeniesiony został w stan spoczynku.
- Rafał Czeczot z dniem 28 lutego 1933 przeniesiony został w stan spoczynku.
- kmdr ppor. dypl. Jerzy Kłossowski z dniem 31 lipca 1934 przeniesiony został do rezerwy[14].

## Absolwenci pozostałych szkół
Ponadto oficerowie WP kierowani byli na studia do École Supérieure d’Aéronautique oraz innych francuskich uczelni wojskowych:
École Supérieure de Genie w Wersalu
- por. Michał Protasewicz (1923-1925[15])
- por. Witold Karpowicz (1935-1937)

École Supérieure de Ľintendance w Paryżu
1. mjr Jerzy Muszyński (1 XI 1924[16] – 1926)
2. mjr inż. Karol Kania (1 XI 1924 – 1926)
3. mjr Zenon Bosak-Pakowski (1 XI 1924 – 1926)
4. ppłk int. Antoni Ogonowski (1925-1927)
5. ppłk int. Kazimierz Diduch (1925-1927)
6. mjr int. Augustyn Gruszka (1925-1927)[17]

École Supérieure des Postes et Telegraphes w Paryżu (kurs dwuletni)
1. mjr inż. Kazimierz Jan Gaberle (20 XI 1926[18] –1928)

École Supérieure ďAeronautique et Construction Mecanique w Paryżu
1. mjr inż. Jan Józef Jeziorski
2. mjr Franciszek Rudnicki
3. mjr Tomasz Turbiak
4. kpt. Bronisław Wojtarowicz
5. kpt. Tadeusz Dymsza
6. kpt. Franciszek Peter
7. kpt. Jan Szczerski

École Supérieure ďElectricitié w Paryżu
- kpt. inż. Antoni Krzyczkowski (od 13 XI 1926 r. na ośmiomiesięczny kurs i dwumiesięczny staż)

Ecole du Commissariat w Breście
- por. Ignacy Wilhelm Durkalc (od 30 IX 1926 na kursie dwuletnim)

École Navale w Breście
- aspitant Stanisław Lasocki (23 lutego 1924 mianowany podporucznikiem z dniem 1 lutego 1924[19])

Lektorem języka francuskiego w École Supérieure de Guerre był mjr n.o. Józef Teslar.